# Leutschenpark

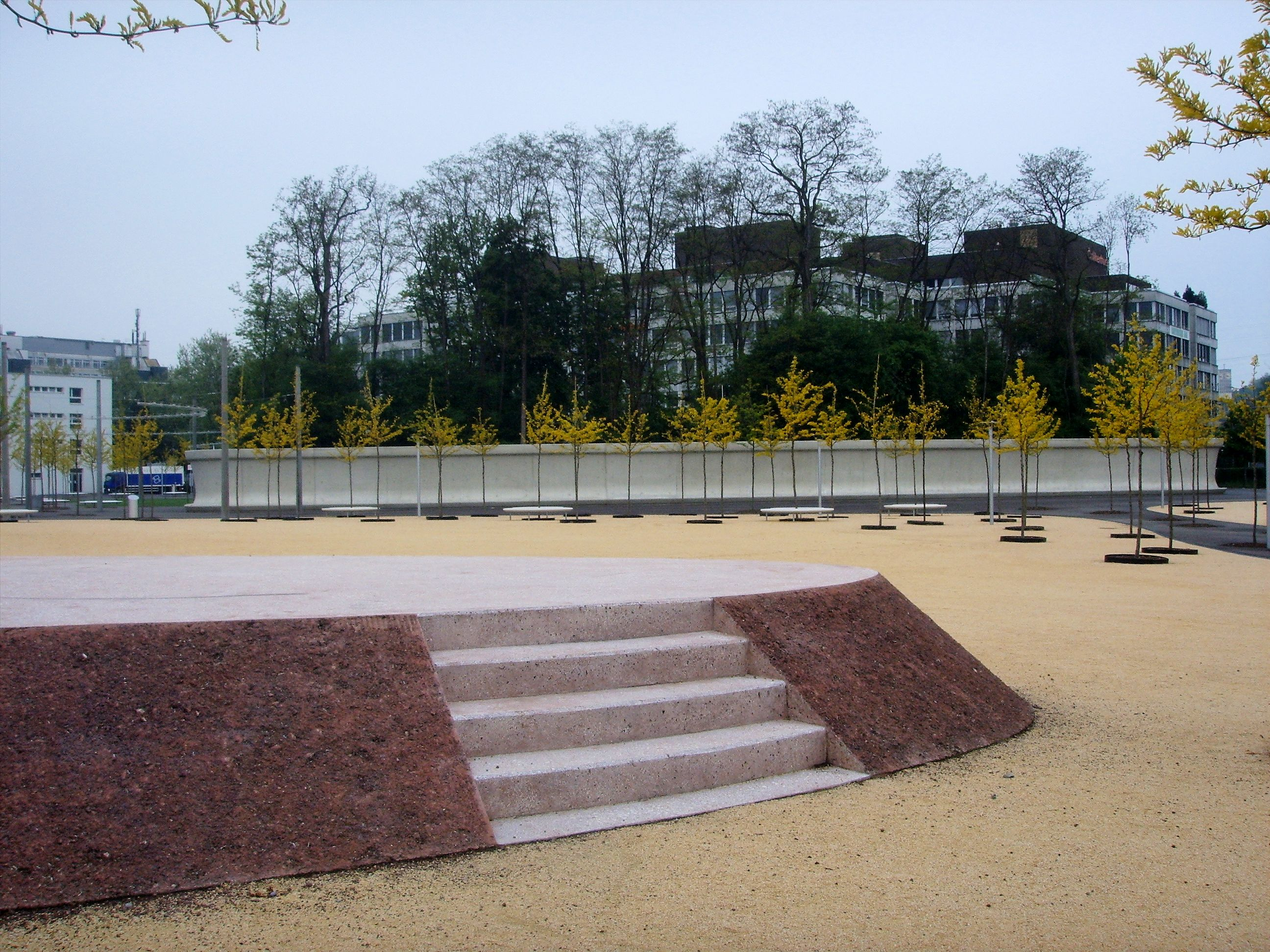
Die Bühne mit dem Baumtopf im Hintergrund

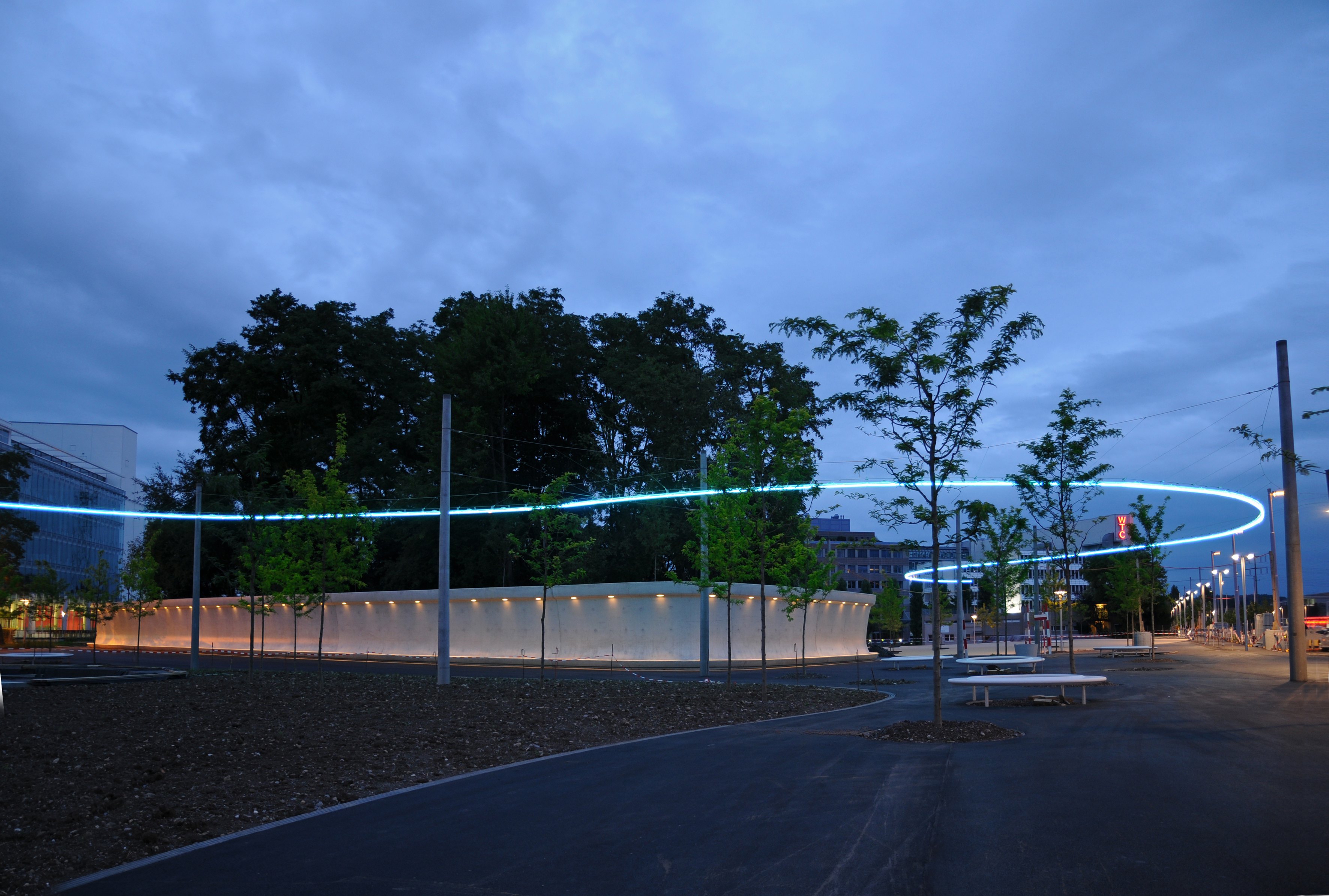
Das blau leuchtende Leutschenlicht schlängelt sich um den Baumtopf. Bild: Christopher T. Hunziker

Der Leutschenpark ist eine 15'600 Quadratmeter grosse öffentliche Parkanlage im Stadtentwicklungsgebiet Leutschenbach im Zürcher Quartier Seebach. Er befindet sich auf einem dreieck-förmigen Areal zwischen Thurgauer-, Leutschenbach- und Schärenmoosstrasse. Die schnelle Entwicklung des Gebietes Zentrum Leutschenbach erforderte eine zeitnahe Schaffung von Naherholungsräumen.
Der Leutschenpark vermischt Elemente einer Parkanlage sowie eines urbanen Platzes und präsentiert sich als Platzpark.

## Geschichte
Den im Jahr 2002 von Grün Stadt Zürich ausgeschriebenen Wettbewerb konnten die Projektverfasser dipol Landschaftsarchitekten GmbH, Basel und Christopher T. Hunziker GmbH, Zürich mit ihrem Projekt «Sakkade» für sich entscheiden. Unter der Gesamtleitung von Benz Ingenieure AG, Zürich wurde der Park nach einer Bauzeit von 16 Monaten der Bevölkerung übergeben. Für das blaue Leutschenlicht zeichnet Christopher T. Hunziker, bildender Künstler und Architekt verantwortlich.
Der Platzpark ist benannt nach dem unter dem Park verlaufenden Leutschenbach.

## Fahrende
Seit 1985 vermietete die Liegenschaftenverwaltung der Stadt Zürich an der Leutschenbachstrasse 17 Standplätze für Fahrende mit Wohnsitz in Zürich. Da sich die Standplätze auf dem Areal des geplanten Leutschenparks befanden, mussten sie an den Eichrain, eine Landreserve an der Glatttalstrasse im Quartier Seebach, verlegt werden. Gleichzeitig wurde die Kapazität von 17 auf 30 Standplätze erhöht. Alle Standplätze verfügen neu über Anschlüsse für Frischwasser, Kanalisation, Gas, Elektrizität und Telefon.

## Entstehung
Der Park ist als eigentliches Herz von Leutschenbach geplant worden. Seine runden und geschwungenen Formen ergeben ein Gegengewicht zur rechteckigen Architektur der Umgebung. Der Leutschenpark schliesst die bestehenden Elemente des ehemaligen Schiesshügels und das Haus Kissling (heute Restaurant Aux Carrés) mit ein. Die Anlage besteht aus einem Kiesplatz mit Bühne, einer hügeligen Spiellandschaft, einer Liegewiese mit Wasserbecken und einem «Baumtopf». 

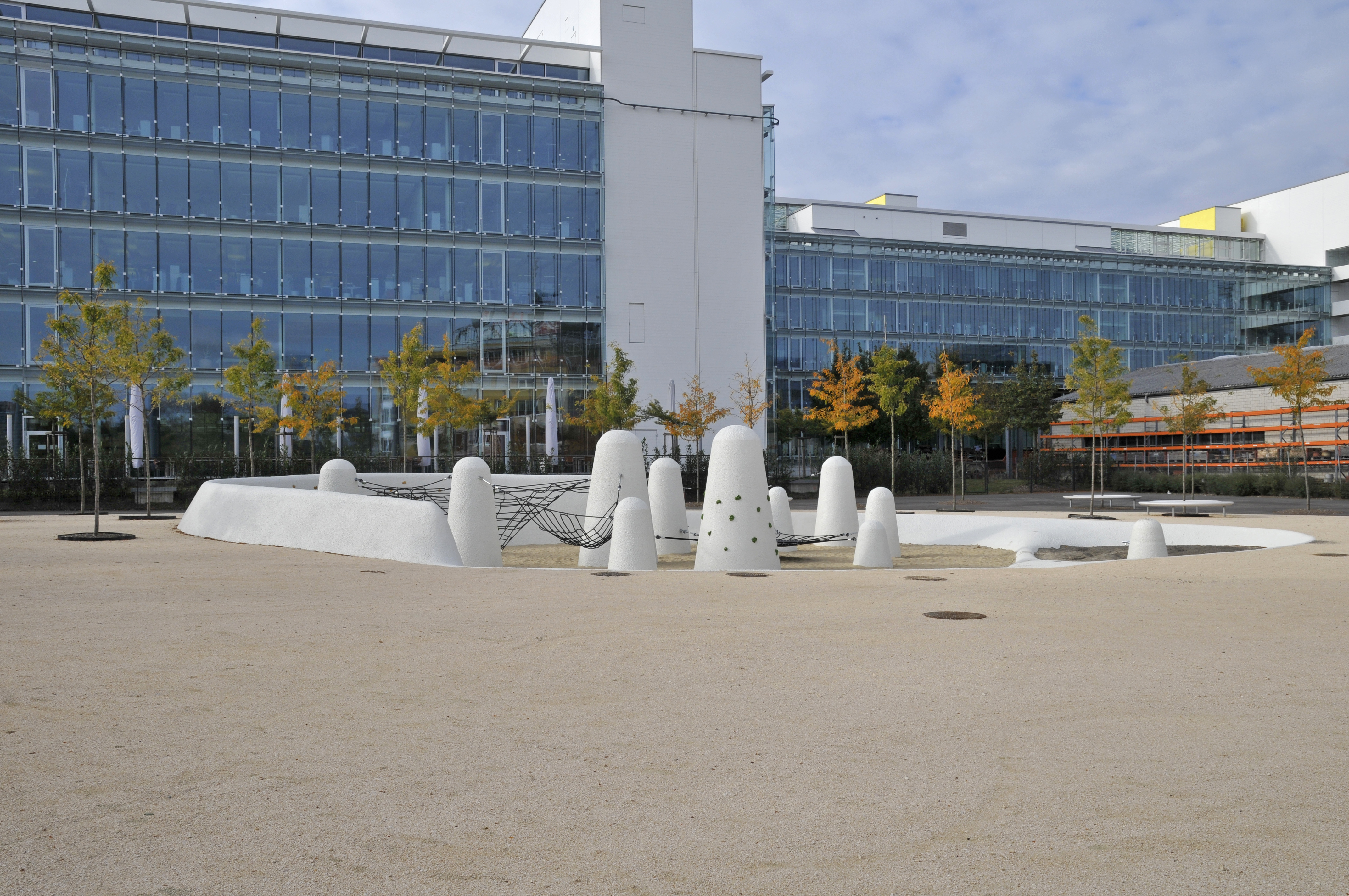
Die Spiellandschaft mit der Kletteranlage

Einen weiteren Kontrast zur strengen Umgebungsarchitektur bildet die Bepflanzung mit 276 freigesetzten Gleditschien, wovon einige mit ringförmigen Sitzgelegenheiten eingefasst sind. Das feingliedrige, im Austrieb leuchtend gelbe Blattwerk dieser Bäume setzt sich gegen die dunkle Kulisse des bestehenden Baumbestandes im Baumtopf ab. Es verbreitet eine heitere, luftige Stimmung und verbindet mit seinem schattenspendenden Blätterdach die verschiedenen Parkräume untereinander.

## Baumtopf
In der Mitte des Platzes befindet sich der ehemalige Kugelfang der bis 1955 genutzten Schiessanlage. Aufgrund des mit dem Blei von Gewehrkugeln belasteten Bodens darf das mit Bäumen bewachsene Gebiet nicht betreten werden. Eine 3,50 Meter hohe weisse Betonmauer verhindert den Zutritt und lässt es wie einen überdimensionalen Baumtopf aussehen. Die ringsum laufende, in das Wandprofil integrierte 155 Meter lange Sitzbank wird abends beleuchtet.

## Leutschenlicht
Nachts wird der Park vom 177 Meter langen blauen Band des Leutschenlichts erleuchtet, das durch die Baumkronen mäandriert. Die vom Künstler Christopher T. Hunziker entwickelte Lichtinstallation ruft den hier unter der Oberfläche fliessenden Leutschenbach in Erinnerung. Ein kleiner Trinkbrunnen liefert die Tonspur dazu.

## Weitere Quellen
- De neu Plärri hurt quant! Der Standplatz für Fahrende ist ein schmuckes Dorf geworden. Liz Sutter in: Grünzeit 2008 (27). S. 12–13
- Ein Quartier im Umbruch: Die Entstehung des Leutschenparks 2006-2009. Ein Film von Rolf Günter und Annemarie Bucher im Auftrag der Stadt Zürich. Zürich: Montevideo, 2009. DVD PAL, 58 Min. mit Booklet. www.montevideo.tv

Koordinaten: 47° 25′ 4,8″ N, 8° 33′ 24,2″ O; CH1903: 684373 / 252512